# Blyttia (журнал)
Blyttia (ISSN 0006-5269 ISSN) — ежеквартальный рецензируемый научный журнал по ботанике, публикуемый Норвежской ботанической ассоциацией с 1943 года. Является правопреемником Norsk Botanisk Forenings Meddelelser. Главный редактор — Ян Везенберг.
Журнал назван в честь норвежских ботаников Матиаса Нумсена Блитта (1789—1862) и его сына Акселя Гудбранда Блитта (1843—1898).